# John Howard Kyan
John Howard Kyan (27 novembre 1774 - 5 janvier 1850) est l'inventeur anglais du procédé de « kyanising » pour la préservation du bois. Il était le fils de John Howard Kyan de Mount Howard et Ballymurtagh, comté de Wexford, et est né à Dublin le 27 novembre 1774. Son père possédait de précieuses mines de cuivre à Wicklow (maintenant exploité par la Wicklow Copper Mines Company) et, pendant un certain temps, il les a lui-même exploitées. Le fils a été éduqué pour prendre part à la gestion des mines, mais peu de temps après son entrée dans l'entreprise, le capital de celle-ci décliné et en 1804, son père est mort presque sans le sou.

## Histoire du kyanising

### Développement
Pendant un certain temps, Kyan a été employé dans quelques usines de vinaigre à Newcastle upon Tyne, mais il a ensuite été transféré à Londres, à la brasserie de vinaigre de Greaves à Old Street Road. La décomposition des supports en bois dans les mines de cuivre de son père avait déjà attiré son attention sur la question de la préservation du bois, et dès 1812, il entreprit des expériences en vue de découvrir une méthode pour empêcher la pourriture. Finalement, il découvrit que le Chlorure de mercure(II) ou dichlorure de mercure ou le sublimé corrosif, comme on l'appelait communément, donnait les meilleurs résultats et, sans révéler la nature du processus, il soumit un bloc de chêne imprégné de cette substance à l'Amirauté en 1828. Il a été placé dans la fungus pit, la « fosse à champignons » de Woolwich, où il est resté pendant trois ans exposé à toutes les conditions favorables à la pourriture. Lorsqu'il a été retiré en 1831, il s'est avéré parfaitement sain et, après d'autres essais, il n'a toujours pas été affecté.

### Brevets
Kyan a breveté sa découverte en 1832 (numéros 8263 et 6309), étendant l'application de l'invention à la conservation du papier, de la toile, du tissu, des cordages, etc.. Un autre brevet a été délivré en 1836 (n ° 7001).
L'action conservatrice d'une solution de bichlorure de mercure était auparavant bien connue, et le procédé de Kyan consistait simplement en la submersion de bois ou d'autres matériaux dans un réservoir contenant une solution de sublimé corrosif dans l'eau. Il a été soutenu par l'inventeur qu'une combinaison chimique permanente avait lieu entre le sel mercuriel et la fibre ligneuse, mais cela a été contesté.

### Publicité
Le processus a attiré une grande attention. Faraday le choisit comme sujet de sa conférence inaugurale à la Royal Institution le 22 février 1833, lors de sa nomination comme professeur fullerien de chimie. Le Dr Birkbeck en fit une conférence à la Royal Society of Arts le 9 décembre 1834 et, en 1835, l'Amirauté publia le rapport d'un comité nommé par le conseil pour enquêter sur la valeur de la nouvelle méthode. En 1836, Kyan vendit ses droits à la Anti-Dry Rot Company, un Act of Parliament en cours d'adoption autorisant la levée d'un capital de 250 000 £. Des réservoirs ont été construits à Grosvenor Basin, Pimlico, au Grand Surrey Canal Dock, à Rotherhide et au City Road Basin. On a prédit de grandes choses, sur la « kyanisation », comme le processus a alors commencé à être appelé. Un écrivain plein d'esprit dans « Bently's Miscellany » de janvier 1837 a raconté comment les muses avaient adopté l'amélioration de Kyan pour préserver leurs arbres préférés. Lors d'un dîner organisé pour célébrer le succès de l'expérience, une chanson, devenue populaire, a été chantée pour la première fois. Le couplet d'ouverture commence ainsi: 

Have you heard, have you heard
Anti-dry Rot's the word?
Wood will never wear out, thanks to Kyan, to Kyan!
He dips in a tank any rafter or plank,
And makes it immortal as Dian, as Dian!

### Applications
Parmi les premières applications du processus était le kyanising des palis autour de l'Inner Circle, Regent's Park, qui a été réalisé en 1835 comme une publicité, de petites plaques de laiton étant attachées aux palissades à intervalles indiquant que le bois avait été soumis au nouveau processus. Les plaques ont rapidement disparu, mais les palissades d'origine demeurent, en bon état.
Le bois utilisé dans la construction de l'Oxford et du Cambridge Club, du British Museum, du Royal College of Surgeons, du Westminster Bridewell, du nouveau toit de Temple Church et dans les travaux du port de Ramsgate a été également  préparé par le processus de Kyan. Lorsque les Traverses de chemin de fer en bois (« ties » aux États-Unis) sont devenues générales (à la place des blocs de pierre utilisés sur les premières lignes), une activité très rentable pour la société de Kyan a été anticipée, et pendant un temps ces espoirs se sont réalisés.
Le processus a également été appliqué aux bois de marine et voiles des navires. Le baleinier John Palmer a reçu du bois traité pendant qu'il subissait des réparations en 1833 et à son retour en Angleterre du Pacifique en 1837, son maître, le capitaine Elisha Clark, a témoigné en faveur du processus.

### Déclin
Il est devenu évident que les attaches en fer ne pouvaient pas être utilisées avec le bois traité avec du sublimé corrosif, en raison de l'action corrosive, et on a dit que le bois devenait cassant. Le sel était un peu cher et la méthode de Sir William Burnett (en) consistant à préserver le bois par chlorure de zinc, puis à appliquer de la créosote, se révélèrent de sérieux concurrents. Des doutes ont commencé à être exprimés quant à l'efficacité réelle du kyanising (Proceedings of the Institution of Civil Engineers, 11 janvier 1853, p.   206–243), et le processus a progressivement cessé d'être utilisé.

## Autres inventions et intérêts
Outre l'invention à laquelle son nom est associé, Kyan a déposé des brevets en 1833 (n ° 6534) pour propulser des navires par un jet d'eau éjecté à l'arrière, et en 1837 (n ° 7460) pour un procédé d'obtention de sels ammoniacaux à partir de liqueur de gaz. Il était membre de la London Electrical Society (en) et également l'auteur de ``The Elements of Light and their Identity with those of Matter radiant or fixed '', 1838. Il mourut le 5 janvier 1850 à New York, où il était engagé sur un plan de filtration de l'eau fournie à cette ville par l'aqueduc de Croton.

## Voir également
- Préservation du bois

## Remarques
1. ↑  Dickson (1838), pp.41–46.